# ISO 22301
ISO 22301:2019 : Sécurité et résilience – Systèmes de management de la continuité d'activité – Exigences, est une norme de système de management publiée par l'Organisation internationale de normalisation qui spécifie les exigences pour planifier, établir, mettre en œuvre, exploiter, surveiller, réviser, maintenir et améliorer de manière continue un système de management documenté pour se protéger contre les incidents perturbateurs, en réduire la probabilité d'occurrence, y répondre et s'en remettre lorsqu'ils surviennent.
La norme internationale ISO 22301 définit ainsi les exigences organisationnelles et techniques d'un système de management de la continuité d'activité (SMCA), en matière de sécurité et de résilience.
Cette norme est destinée à s'appliquer à toute organisation, dans son ensemble ou en partie, quels que soient son type, sa taille ou sa nature,,.

## Périmètre et contenu
La norme ISO 22301 respecte le nouveau format d'écriture des normes portant sur les systèmes de management, décrit dans l'Annexe SL, et comprend par conséquent les dix clauses principales suivantes :
1. Domaine d’application ;
2. Références normatives ;
3. Termes et définitions ;
4. Contexte ;
5. Leadership ;
6. Planification ;
7. Support ;
8. Gestion des opérations ;
9. Évaluation des performances ;
10. Amélioration.

## Normes associées
La norme ISO 22301 est la première d'une série de normes ISO et de spécifications techniques sur la continuité d'activité, parmi lesquelles figurent :
- ISO 22313:2020 : Sécurité sociétale – Systèmes de management de la continuité des activités – Lignes directrices[6] ;
- ISO/TS 22317:2021 : Sécurité sociétale – Systèmes de management de la continuité des activités – Lignes directrices pour l'analyse d'impact sur l'activité[7] ;
- ISO/TS 22318:2021 : Sécurité sociétale – Systèmes de management de la continuité en affaires – Lignes directrices pour la continuité de la chaîne d'approvisionnement[8] ;
- ISO/TS 22330:2021 : Sécurité et résilience – Systèmes de gestion de la poursuite des activités – Lignes directrices concernant les aspects humains de la poursuite des activités[9] ;
- ISO/TS 22331:2018 : Sécurité et résilience – Systèmes de management de la continuité des activités – Lignes directrices relatives à la stratégie de continuité d'activité[10] ;
- ISO/IEC/TS 17021-6:2014 : Évaluation de la conformité – Exigences pour les organismes procédant à l'audit et à la certification des systèmes de management – Partie 6 : Exigences de compétence pour l'audit et la certification des systèmes de management de la continuité d'activité.

Cette norme a été initialement développée par le comité technique ISO/TC 223 sur la sécurité sociétale et publiée pour la première fois en mai 2012. La norme ISO 22301:2012 a été la première norme ISO publiée à adopter pleinement le nouveau format d'écriture des normes de système de gestion décrit à l'Annexe L.
Le comité ISO/TC 292 sur la sécurité et la résilience a pris la responsabilité des travaux lorsque le comité ISO/TC 223 a été dissout et a entamé une révision de la norme en 2017. La deuxième édition a été publiée le 31 octobre 2019, et consiste essentiellement en un remaniement du texte initial pour éviter les répétitions.